# Flustra foliacea
Flustra foliacea är en mossdjursart som först beskrevs av Carl von Linné den yngre 1758.  Flustra foliacea ingår i släktet Flustra och familjen Flustridae. Arten är reproducerande i Sverige. Inga underarter finns listade i Catalogue of Life.

## Bildgalleri

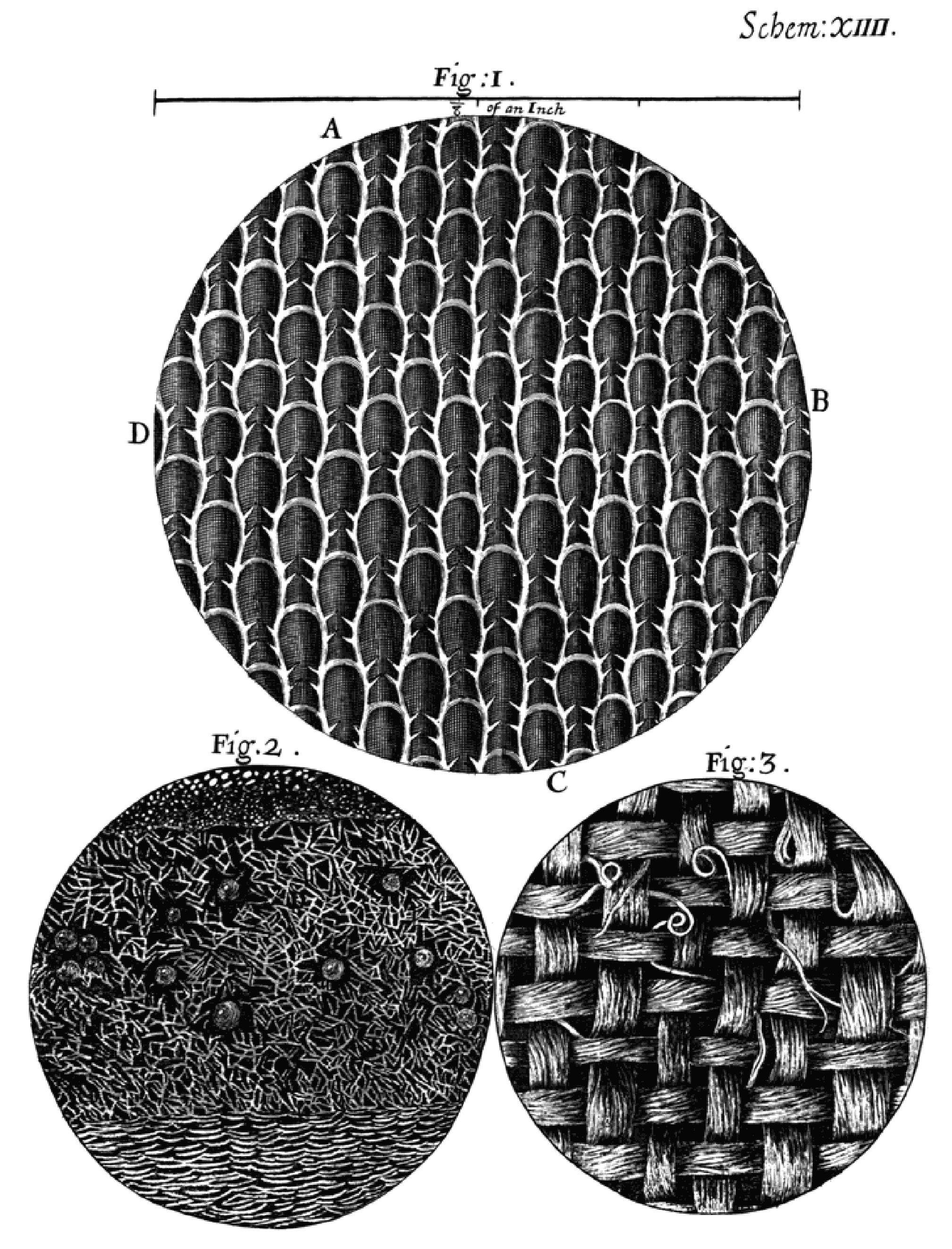